# Ignaz-Theodor-Liborius-Meyer-Preis
Der Ignaz-Theodor-Liborius-Meyer-Preis ehrt junge Wissenschaftler, die auf dem Gebiet der westfälischen Landesgeschichte tätig sind und dort herausragende Leistungen erbracht haben. Der Preis ist mit 2.500 Euro dotiert und wird seit 1991 jährlich vom Verein für Geschichte und Altertumskunde Westfalens, Abt. Paderborn vergeben. Dem Arbeitsschwerpunkt des Vereins entsprechend werden insbesondere Arbeiten zur Geschichte Ost- und Südwestfalens ausgezeichnet. Benannt ist der Preis nach dem Domkapitular, Archivar und Historiker Ignaz Theodor Liborius Meyer (1773–1843), dem maßgeblichen Initiator und erstem Vorsitzenden des Vereins für Geschichte und Altertumskunde Westfalens.
Der Ignaz-Theodor-Liborius-Meyer-Preis ist eine der bedeutenden Auszeichnungen im Bereich der westfälisch-lippischen Landesgeschichte. Weitere Auszeichnungen sind der Karl-Zuhorn-Preis, der Gustav-Engel-Preis, der Otto-Weerth-Preis, der Jodocus-Hermann-Nünning-Preis, der Geschichtspreis des Mindener Geschichtsvereins und der Friedrich-Brinkmann-Archäologiepreis. 

## Preisträger
- 1991 Michael Drewniok (Dissertation über das Busdorfstift in Paderborn)
- 1992 Ralph Günther (Dissertation über den Arnsberger Wald im Mittelalter)
- 1993 Michael Frank (Dissertation über Dörfliche Gesellschaft und Kriminalität in Lippe)
- 1994 Caroline Wagner (Dissertation über die Sozialgeschichte der Machtergreifung in Lippe)
- 1995 Matthias Becher (Habilitation über die Entstehung des sächsischen Herzogtums im 9. und 10. Jahrhundert)
- 1997 Jörg Deventer (Dissertation über jüdische Minderheiten im Alten Reich am Beispiel der Fürstabtei Corvey)
- 1998 Ulrich Rasche (Dissertation über das Mindener Domkapitel im 13. Jahrhundert)
- 2000 Jürgen Lotterer (Dissertation über das Hochstift Paderborn im Zeitalter Dietrichs von Fürstenberg)
- 2001 Michael Ströhmer (Dissertation über die Rezeption der Carolina in den frühen Hexenprozessen der Stadt Lemgo)
- 2002 Anne Strunz-Happe (Dissertation über die Bauernbefreiung im ehemaligen Hochstift Paderborn)
- 2003 Andreas Neuwöhner (Dissertation über Verwaltung und Finanzen der Stadt Paderborn im 17. Jahrhundert)
- 2004 Jörg Ernesti (Habilitation über Ferdinand von Fürstenberg)
- 2005 Mareike Menne (Dissertation über bischöfliche Visitationen im Fürstbistum Paderborn im 17. Jahrhundert)
- 2006 Stephan Dusil (Dissertation über die Soester Stadtrechtsfamilie)
- 2007 Barbara Groß (Dissertation über Hexenverdächtigungen und Hexenprozesse in Minden)
- 2008 Andreas Müller (Dissertation über die Ritterschaft im Herzogtum Westfalen)
- 2009 Sonja Herzig (Magisterarbeit Archäologie über Kirchenwüstung bei Brilon-Rösenbeck)
- 2011 Jan Ludwig (Dissertation über den Erzbergbau im Sauerland 1740–1909)
- 2012 Christian Helbich (Dissertation über Erasmische Reformkonzepte und städtische Kirchenpolitik in Dortmund, Essen und Bielefeld)
- 2013 Bärbel Sunderbrink (Dissertation über die französische Herrschaft in Minden-Ravensberg 1806–1813, dafür auch ausgezeichnet mit dem Geschichtspreis des Mindener Geschichtsvereins)
- 2016 Thorsten Süß (Dissertation über die Paderborner Obergerichtsbarkeit in der Frühneuzeit)
- 2017 Martin Dröge (Dissertation Männlichkeit und Volksgemeinschaft – Der Westfälische Landeshauptmann Karl Friedrich Kolbow (1899–1945); Biographie eines NS-Täters)
- 2018 André Biederbeck (Dissertation über Dortmunder Arbeitermilieus)
- 2019 Frank Sobiech (Habilitation über Folter im Rahmen von Hexenprozessen)
- 2020 Sarah Masiak (Dissertation „Deüffelskinder“ Die besondere Wirkmacht eines gesellschaftlichen Stigmas am Beispiel der fürstenbergischen Hexenverfolgungen im Hochstift Paderborn (1601–1702))
- 2021 Frederieke Maria Schnack (Dissertation Zwischen geistlichen Aufgaben und weltlichen Herausforderungen. Die Handlungsspielräume der Mindener Bischöfe von 1250 bis 1500)
- 2022 Anja Krabbe (Dissertation Inseln in der evangelischen Stadt? Religiöse Gemeinschaften in Soest und Herford 1521–1609)
- 2024 Kerstin Koopmann (Die Wurzeln der Mindener Stadtrechtsreformation von 1613 – Ein Beitrag zur lokalen Rezeptionsgeschichte)

In den Jahren 1996, 1999, 2010, 2014, 2015 und 2023 fanden keine Preisverleihungen statt.